# Obléhání Paříže (1435–1436)
Obléhání Paříže v letech 1435–1436 organizoval maršál Ambroise de Loré, který velel vojsku francouzského krále Karla VII. Skončilo dobytím města a vyhnáním Angličanů, kteří ovládali Paříž od roku 1420.

## Historický kontext
Po neúspěšném obléhání v roce 1429 a neúspěšným intrikám v roce 1430 se Karel VII. znovu rozhodl dobýt francouzské hlavní město silou. Na jaře roku 1435 bretaňští kapitáni na příkaz konetábla Arthura de Richemont překvapili anglickou posádku v Saint-Denis a podařilo se jim tam dočasně usadit. Ovšem k vypuzení Angličanů z Paříže bylo nutno většího zásahu. Smlouva z Arrasu ze dne 20. září 1435 ukončila občanskou válku mezi Armagnaky a Burgunďany. Vojska francouzského krále se tak mohla opřít o posily burgundských vojsk. Také samotní Pařížané začali tajně vyjednávat s francouzským králem.

## Průběh
Francouzi s posilou burgundských vojsk porazili Angličany v Saint-Denis 6. dubna 1436 a oblehli všechny brány hlavního města. Paříž tím byla zcela obklíčena královskými silami a ani po Seině nebylo možno dovážet zásoby. Dne 13. dubna 1436 se Richemont s vojskem ukázal před hradbami města. Karel VII. během tajných jednání slíbil pařížským měšťanům úplnou amnestii, pokud během útoku podpoří jeho vojska vedené Ambroisem de Loré a Arthurem de Richemont. Taktika byla jednoduchá. Pařížští měšťané vyvolali nepokoje u brány Saint-Denis, což donutilo Angličany stáhnout své síly do této oblasti. Královské vojsko následně zaútočilo na špatně bráněnou bránu Saint-Jacques. Po jejím dobytí snadno pronikli do Halles a poté k Notre-Dame. Mezitím byli Angličané lapeni v pouličních bojích, kdy je obyvatelstvo střelbou z oken donutilo k ústupu do Bastily u brány Saint-Antoine. Dne 17. dubna bylo anglické posádce dovoleno odejít do Rouenu.

## Následky
Po mnoha letech anglické okupace mohl Karel VII. vstoupit do Paříže 12. listopadu 1437. Král překvapen poloprázdným městem povolil všem obyvatelům Paříže, kteří opustili město spolu s Angličany, aby se vrátili za podmínky, že složí přísahu králi.